# Desis tangana
Desis tangana is een spinnensoort in de taxonomische indeling van de Desidae.
Het dier behoort tot het geslacht Desis. De wetenschappelijke naam van de soort werd voor het eerst geldig gepubliceerd in 1955 door Carl Friedrich Roewer.